# Hexafluorure de krypton

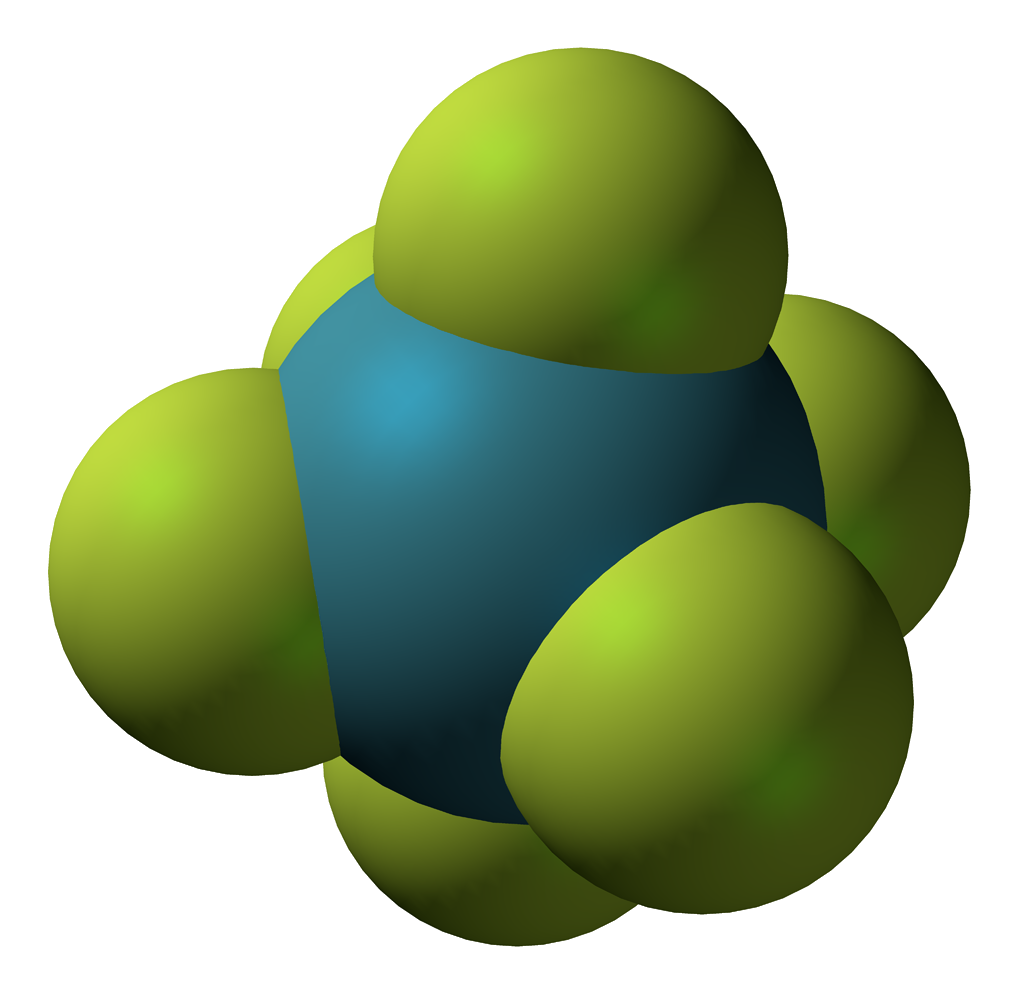
modèle moléculaire de l'hexafluorure de krypton

L'hexafluorure de krypton est un composé chimique de formule KrF6 dont l'existence a été proposée en 1933 par Linus Pauling parmi plusieurs autres fluorures de gaz rares, mais qui n'a encore jamais été synthétisé depuis. Le seul véritable composé du krypton qui soit attesté est le difluorure de krypton KrF2.